# Титмар Мерзебургски
Титмар Мерзебургски (на немски: Thietmar von Merseburg, Dietmar, Dithmar; * 25 юли 975; † 1 декември 1018, вероятно в Мерзебург) е от 1009 до 1018 г. епископ на Мерзебург и исторически писател по времето на Отоните. Неговата „Хроника на Титмар“ е важен източник за историята на Източнофранкското кралство през края на хилядолетието.

## Живот
Титмар произлиза от рода на графовете на Валбек с резиденция близо до Хелмщет. Син е на Зигфрид I фон Валбек († 15 март 991), граф на Валбек, роднина с фамилията на император Ото I Велики, и на Кунигунда (ок. 956 – 13 юли 997), дъщеря на Хайнрих I, граф на Щаде (Дом Удониди). Неговият прадядо Лиутхар е убит през 929 г. при Ленцен в боеве против славянските Ратари.
При смъртта на майка му (997) Титмар наследява значима собственост.
Титмар пише на латински между 1012 и 1018 г. т.нар. Хроника на Титмар (Chronicon Thietmari), в осем книги, в която описва историята от 908 до 1018 г., започваща с управлението на император Хайнрих I (919 – 936). Той пише за историята на Мерзебург, Саксония, Полша, териториите на сорбите между Елба и Одер. Първите четири книги са посветени за по един от императорите, Хайнрих I, Ото I, Ото II, Ото III (983 – 1002). Последните четири книги съдържат историята под Хайнрих II (1002 – 1024) до смъртта на Титмар през 1018 г. Той пише за войните с племената на славяните, източно от Елба и между Хайнрих II и Болеслав I Храбри, за междуособиците между синовете на Владимир I и за културните контакти между германци и славяни около 1000 г.
Титмар умира на 1 декември 1018 г. и е погребан в катедралата на Мерзебург.

## Произведение
Thietmari Merseburgensis episcopi Chronicon (1012 – 1018)
- Издания:
  - Die Chronik des Bischofs Thietmar von Merseburg und ihre Korveier Überarbeitung. Thietmari Merseburgensis episcopi chronicon. Hrsg. Robert Holtzmann. Berlin 1935. Monumenta Germaniae Historica. Scriptores. 6, Scriptores rerum Germanicarum, Nova Series; 9 digitale Edition Архив на оригинала от 2014-01-06 в Wayback Machine.
  - Holtzman, Robert (ed.) and J.C.M. Laurent, J. Strebitzki und W. Wattenbach (trs.). Die Chronik des Thietmar von Merseburg. Halle, 2007 (1912). ISBN 978-3-89812-513-0.